# Sandy Young
Alexander Simpson „Sandy“ Young (* 23. Juni 1880 in Slamannan; † 17. September 1959 in Edinburgh) war ein schottischer Fußballspieler.

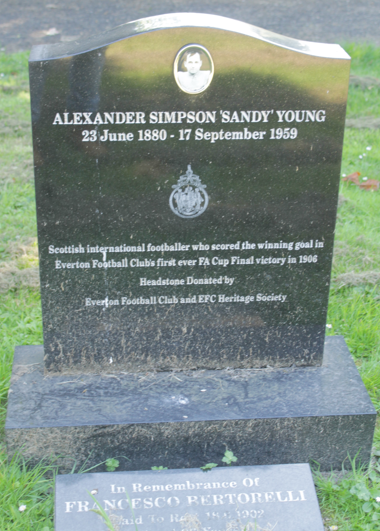
Grabstein Sandy Youngs

## Sportlicher Werdegang
Young kam über die Slamannan Juniors, den FC St. Mirren und den FC Falkirk 1901 zum FC Everton. Hier etablierte sich der Stürmer als Stammkraft und war im Endspiel um den FA Cup 1905/06 beim 1:0-Erfolg über Newcastle United der entscheidende Torschütze, der den Klub zum ersten Pokalsieg der Vereinsgeschichte führte. In der Spielzeit 1906/07 war er bester Torschütze der First Division. Im FA Cup 1906/07 stand er mit dem Klub erneut im Endspiel, trotz Treffer von Jack Sharp wurde gegen The Wednesday mit einer 1:2-Niederlage die Titelverteidigung verpasst. In der höchsten Spielklasse erzielte er für den Liverpooler Klub über hundert Tore und war zu dieser Zeit in den Fokus der Scottish Football Association gerückt, für die schottische Nationalmannschaft kam er zu zwei Länderspieleinsätzen. 1911 wechselte Young nach London und schloss sich Tottenham Hotspur an. Hier verzeichnete er eine Handvoll Einsätze, ehe er im Herbst zurück in den Norden zog und für Manchester City spielte.
1911 finanzierte Young seinem Bruder eine Farm in Tongala in Victoria, 1914 folgte er und wanderte selbst nach Australien aus. 1916 wurde er nach der Tötung seines Bruders wegen Totschlags – Aussagen der Geschäftsführung des FC Everton im Prozess bezüglich der mentalen Verfassung und Gesundheit Youngs führten dazu, dass er nicht wegen Mordes verurteilt wurde – zu einer Gefängnisstrafe verurteilt. Im Juli 1919 wurde er aus dem Gefängnis entlassen und bestieg im Mai 1920 die Ceramic, um nach Großbritannien zurückzukehren. Später kam er in eine Nervenheilanstalt in Edinburgh, wo er im Alter von 79 Jahren starb.